# Pantânos de carvão
Pantânos de carvão eram os principais ecossistemas terrestres nos períodos carbonífero e permiano durante a era paleozóica. Se caracterizam onde o volume de biomassa vegetal sendo depositadas no solo era maior do que o volume de materiais como rochas, resultando em um acumulo de turfa, e que, posteriormente era enterrado e ao longo do tempo geológico foi se transformando em carvão. A paleontologia é bem conhecida nas rochas da Euramérica, devido à exploração de carvão nestas regiões. No permiano inferior, os pantânos de carvão também foram encontrados em cathaysia (placas tecnônicas que formam a china moderna).

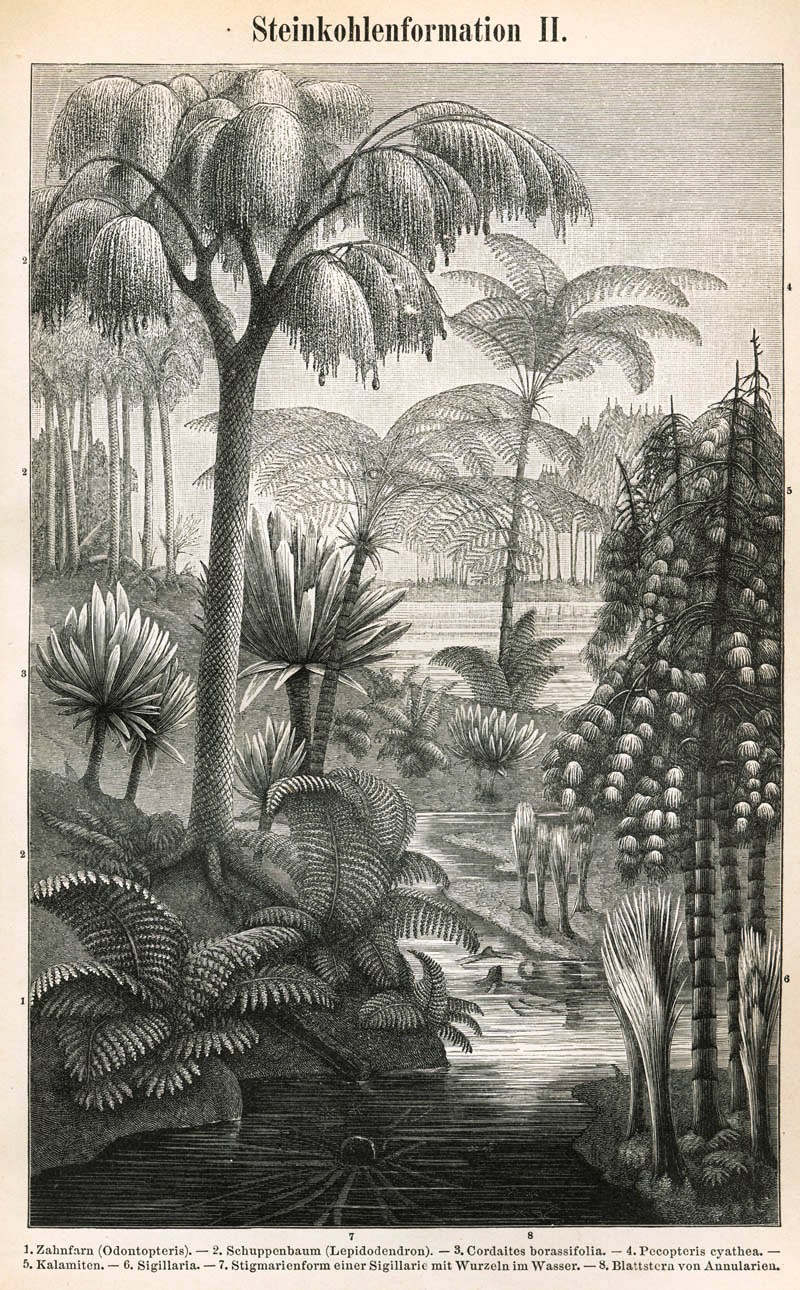
Paleoarte de um pantâno de carvão do carbonífero

## Flora
A flora dos pântanos de carvão era composta por uma enorme variedade de táxons, alguns dos táxons que poderiam ser encontrados nos pântanos de carvão eram estes:

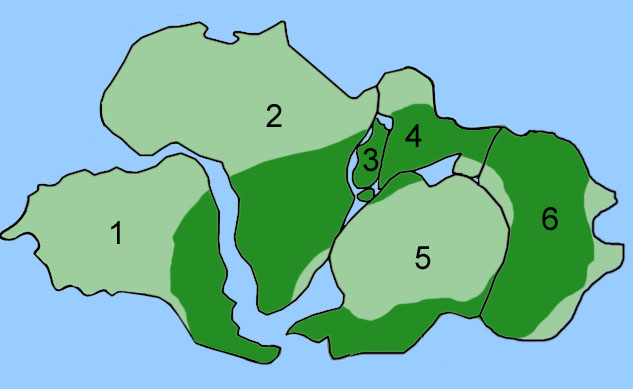
Possível distribuição do gênero glossopteris, a distribuição possívelmente era do tipo pantropical

- glossopteris
- Lepidodendron
- calamites
- sphenopsida
- Marattiales
- pteridospermatophyta